# Toki Tori
Toki Tori is de bekendste game van de Nederlandse gameontwikkelaar Two Tribes uit Amersfoort (eerder gevestigd in Harderwijk).
In het spel moet de speler het kuiken Toki Tori heelhuids door 60 levels loodsen op zoek naar zijn geliefde eieren, onderwijl monsters en valstrikken ontwijkend.

## Ontwikkeling
De basisversie van de game ontstond in 1994 onder de titel Eggbert in Eggciting Adventure voor de MSX. De originele versie van het puzzel/platformspel met de titel Toki Tori werd voor het eerst uitgegeven in 2001 voor de Game Boy Color door Capcom.
Toki Tori werd later uitgebracht voor Windows Mobile en ook volgde er een opgepoetste WiiWare-versie voor de Nintendo Wii. In de zomer van 2009 bracht publisher Chillingo een nieuwe verbeterde versie van Toki Tori uit voor iOS. Deze iPhone-versie was succesvol en bereikte in mei 2010 meer dan 150.000 downloads. In 2010 bracht Two Tribes een Windows-remake van het spel uit via Steam. In 2011 en 2012 volgden digitale edities voor het PlayStation Network, Mac OS X, Linux en Android. Het origineel werd in 2012 heruitgebracht voor de Nintendo eShop.

## Platforms
| Jaar | Platform             |
| ---- | -------------------- |
| 2001 | Game Boy Color       |
| 2003 | Windows Mobile       |
| 2008 | Wii                  |
| 2009 | iPhone               |
| 2010 | Macintosh, Windows   |
| 2011 | Android, iPad        |
| 2012 | Nintendo 3DS         |
| 2013 | PlayStation 3, Wii U |

## Ontvangst
| Beoordeeld door        | Platform  | Datum             | Score |
| ---------------------- | --------- | ----------------- | ----- |
| Slide to Play          | iPhone    | 26 mei 2009       | 100%  |
| Nintendo Life          | Wii       | 20 mei 2008       | 90%   |
| Gamers.at              | Windows   | 30 januari 2010   | 85%   |
| GamingXP               | Wii       | 18 september 2008 | 82%   |
| Nintendo-Online.de     | Wii U     | 29 december 2013  | 80%   |
| Gamer.nl               | Windows   | 29 januari 2010   | 80%   |
| AppGamer.net           | iPhone    | 22 mei 2009       | 80%   |
| Cheat Code Central     | Wii       | 2 juni 2008       | 78%   |
| Inside Mac Games (IMG) | Macintosh | 5 december 2010   | 70%   |
| Jeuxvideo.com          | Wii       | 29 mei 2008       | 70%   |

## Toki Tori 2
In 2012 werd Toki Tori 2 aangekondigd, dat in april en juli 2013 verscheen voor Wii U via de Nintendo eShop en voor pc via Steam. Een versie voor iOS stond in de planning, maar werd geannuleerd omdat Two Tribes het spel toch niet geschikt achtte voor touch-controls.